# Barnin (Będzinko)
Barnin – osada wsi Będzinko w Polsce, położona w województwie zachodniopomorskim, w powiecie koszalińskim, w gminie Będzino, w obszarze chronionego krajobrazu Koszalińskiego Pasa Nadmorskiego.
W latach 1975–1998 Barnin położony był w województwie koszalińskim.